# 切斯特大桥
切斯特大桥（英語：Chester Bridge）是一座跨过美國密西西比河的连续桁架桥，连接了密苏里州佩里维尔和伊利诺伊州切斯特，是51号密苏里州州道与150号伊利诺伊州州道的过河通道，是密苏里州圣路易斯与开普吉拉多之间唯一的机动车过河通道。